# Bayerische Landeskraftwerke
Die Bayerischen Landeskraftwerke sind ein Stromerzeugungs-Unternehmen des Freistaats Bayern mit Sitz in Nürnberg.

## Kraftwerke
Das Unternehmen betreibt die folgenden 19 Wasserkraftwerke an 18 Standorten in Bayern:
- Kraftwerk Sylvenstein I und II am Sylvensteinspeicher
- Kraftwerk Liebenstein am Hochwasserspeicher Liebenstein
- Kraftwerk Tiefenbach am Silbersee
- Kraftwerk Surspeicher
- Kraftwerk Windach am Windachspeicher
- Kraftwerk Postmünster am Rottauensee
- Kraftwerk Mauthaus an der Trinkwassertalsperre Mauthaus
- Kraftwerk Eixendorf an der Eixendorftalsperre
- Kraftwerk Frauenau an der Trinkwassertalsperre Frauenau
- Kraftwerk Förmitz an der Förmitztalsperre
- Kraftwerk Rottachsee
- Kraftwerk Hilpoltstein am Main-Donau-Kanal bei der Schleuse Hilpoltstein
- Kraftwerk Rothsee I + II
- Kraftwerk Brombachsee am Großen Brombachsee
- Kraftwerk Drachensee
- Kraftwerk Leerstetten am Main-Donau-Kanal bei der Schleuse Leerstetten
- Kraftwerk Engetried an der Günz bei Rettenbach

Die installierte Gesamtleistung beträgt 16,35 Megawatt (Stand 2015).